# Рецитатив
Рецитатив представља изузетак у начину дефинисања музичког термина, зато што извођачки састав може бити променљив. Суштина речитатива је начин извођења, а то је прелазна варијанта између говора и певања и назива се певани говор. То је говор који је благо мелодизован, личи на говор и на певање, а није ни једно ни друго. Изводи га један соло глас уз пратњу оркестра или једног инструмента.